# Magnolia changhungtana
Magnolia changhungtana este o specie de plante din genul Magnolia, familia Magnoliaceae, descrisă de Hans Peter Nooteboom. Conform Catalogue of Life specia Magnolia changhungtana nu are subspecii cunoscute.